# Байден, Эшли
Эшли Блейзер Байден (англ. Ashley Blazer Biden, род. 8 июня 1981, Уилмингтон, Делавэр, США) — американская социальная работница, активист, филантроп и модельер.
С 2014 года по 2019 год она занимала должность исполнительного директора Делавэрского центра правосудия. До своей административной роли в центре она работала в Делаверском департаменте обслуживания детей, молодёжи и их семей. Она основала компанию Livelihood, которая в партнерстве с интернет-магазином Gilt Groupe собирает средства для общественных программ. Эти программы направлены на устранение неравенства доходов в США. Эшли Байден запустила их в 2017 году на Неделе моды в Нью-Йорке. Эшли Байден — дочь 46-го президента США Джо Байдена и единственный ребёнок от его второго брака с 51-й первой леди США Джилл Байден.

## Детство и семья

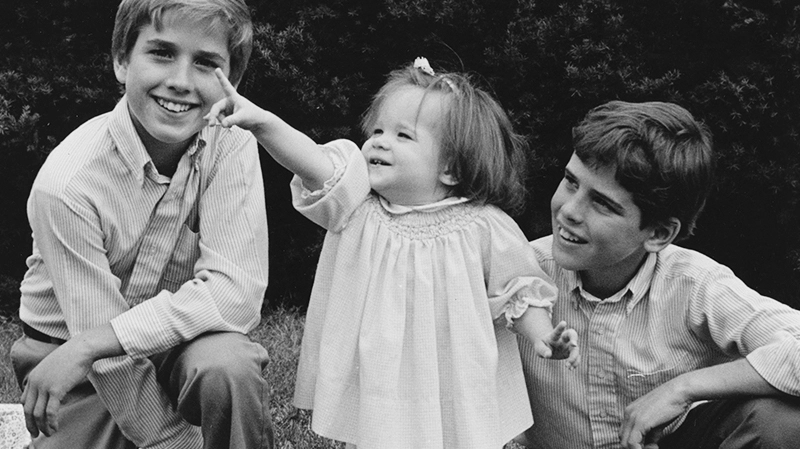
Бо Байден, Эшли Байден и Хантер Байден в детстве

Эшли Байден родилась 8 июня 1981 года в Уилмингтоне, штат Делавэр. Она дочь Джилл Байден и Джо Байдена, 51-й первой леди и 46-го президента США. Она единокровная сестра Хантера Байдена и покойного Бо Байдена, детей её отца от первого брака с Нейлией Хантер. Байден — праправнучка Эдварда Фрэнсиса Блюитта. Она имеет английское, французское и ирландское происхождение по отцовской линии и английское, шотландское и сицилийское происхождение по материнской линии.
Байден была воспитана в католической семье. Она крестилась в церкви Святого Иосифа на Брендивайне в Гринвилле, штат Делавэр. В детстве её отец был сенатором США от штата Делавэр, а мать работала воспитателем.

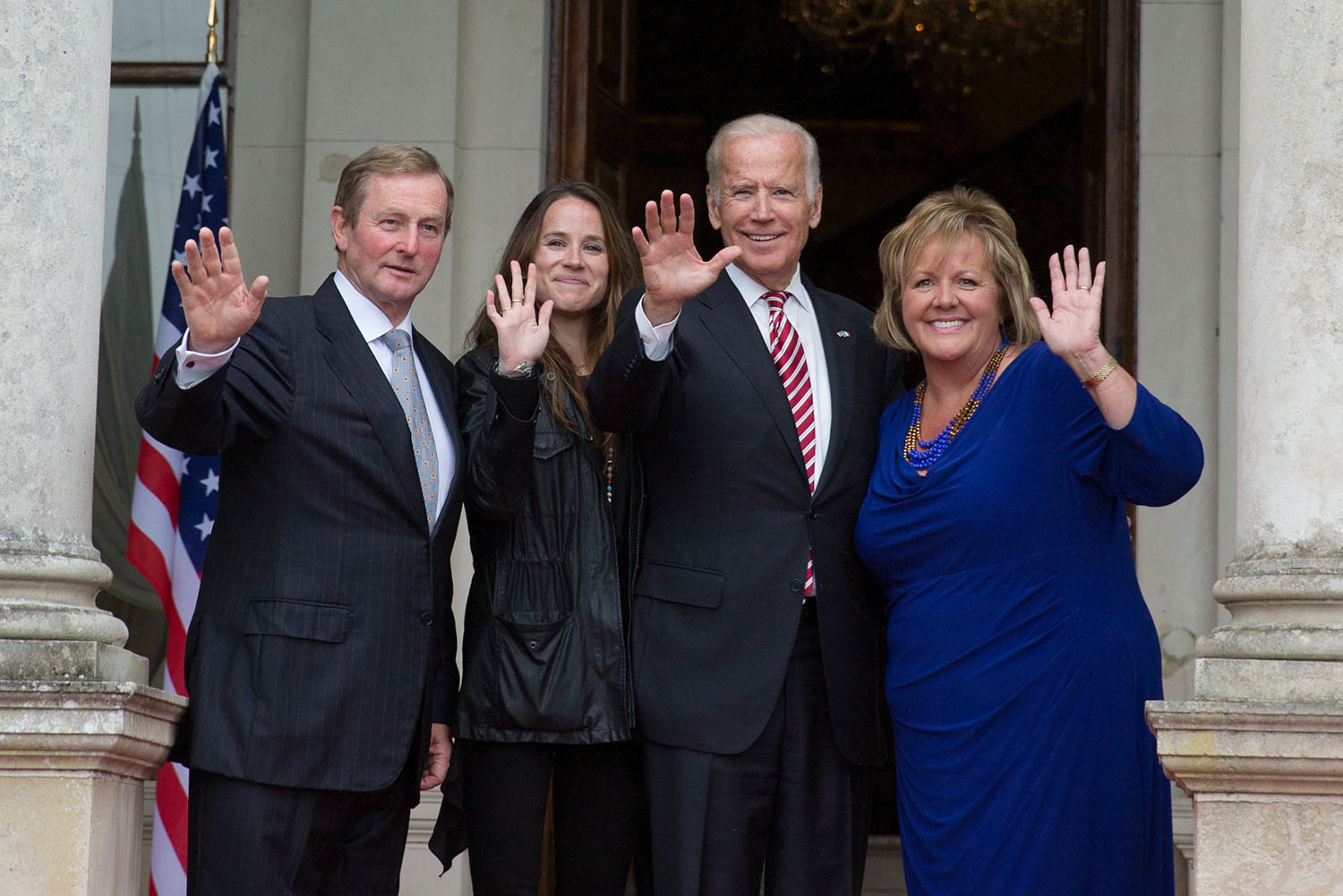
Энда Кенни, Эшли Байден, Джо Байден и Фионнуала Кенни на Фармли в 2016 году.

Байден посещала школу друзей Уилмингтона, частную школу, управляемую Религиозным обществом друзей в Уилмингтоне. Она играла в школьных командах по лякроссу и хоккею на траве. Когда Байден училась в начальной школе, она обнаружила, что косметическая компания Bonne Bell тестирует свою продукцию на животных. Она написала письмо в компанию с просьбой изменить свою политику в отношении тестирования на животных. Позже она приняла участие в охране дельфинов, вдохновив своего отца на работу с конгрессменом Барбарой Боксер. Вместе они работали над написанием и принятием Закона о защите дельфинов от потребителей 1990 года. Байден выступил перед членами Конгресса Соединенных Штатов, чтобы лоббировать этот закон.

## Образование
В Тулейнском университете Байден изучала культурную антропологию. На первом году обучения в колледже она работала вожатой лагеря в Girls Incorporated, ныне Kingswood Academy. Она также проходила стажировку на летней программе в Джорджтаунском университете, работая с молодёжью из Анакостии. После колледжа Байден несколько месяцев работала официанткой в пиццерии в Уилмингтоне, а затем начала свою карьеру в социальной сфере. Она переехала в Кенсингтон, и начала работать специалистом по клинической поддержке в Northwestern Human Services Children's Reach Clinic, помогая молодёжи и их семьям с доступом к ресурсам и работая напрямую с психиатрами и терапевтами. В 2010 году она получила степень магистра социальной работы в Школе социальной политики и практики Пенсильванского университета. Она была одной из двенадцати выпускников, получивших премию Джона Хоупа Франклина по борьбе с американским расизмом.

## Социальная работа и активизм
Эшли Байден работает активистом социальной справедливости и социальным работником. После окончания аспирантуры она устроилась на работу в West End Neighborhood House — некоммерческую организацию разрабатывающую различные программы трудоустройства и профессионального обучения. Она работала там качестве координатора по вопросам трудоустройства и образования молодёжи. Она проработала социальным работником в Делавэрском департаменте обслуживания детей, молодёжи и их семей в течение пятнадцати лет. Работая в департаменте, Байден создавала программы для молодёжи, уделяя особое внимание ювенальной юстиции, воспитанию в приемных семьях и психическому здоровью. В 2008 году за её работу в департаменте она была внесена местной газетой Delaware Today's в список «40 человек к просмотру». В 2012 году она присоединилась к Центру юстиции штата Делавэр в качестве заместителя директора, сосредоточив внимание на реформе уголовного правосудия в штате. Она помогла создать и запустить программы и услуги в центре, ориентированные на государственное образование, услуги для взрослых жертв, насилие с применением огнестрельного оружия, заключённых женщин и возвращение в общество. Наблюдая за всеми программами прямого обслуживания в центре, Байден работала с жертвами преступлений, осуждённой молодежью, пожилыми заключёнными, взрослыми, находящимися на испытательном сроке и условно-досрочном освобождении, прогульщиками среди молодёжи и клиентами судов общей юрисдикции Пенсильвании, которые имели право на посредничество. В 2014 году она была назначена исполнительным директором центра и проработала на этой должности до 2019 года. Она реализовала программу под названием SWAGG: Student Warriors Against Guns and Gangs, одобренную Управлением ювенальной юстиции и профилактики правонарушений, которая предоставляет образовательные ресурсы и группы поддержки на уровне сообществ, направленные на искоренение насильственных преступлений и деятельности банд среди молодежи в округе Нью-Касл.

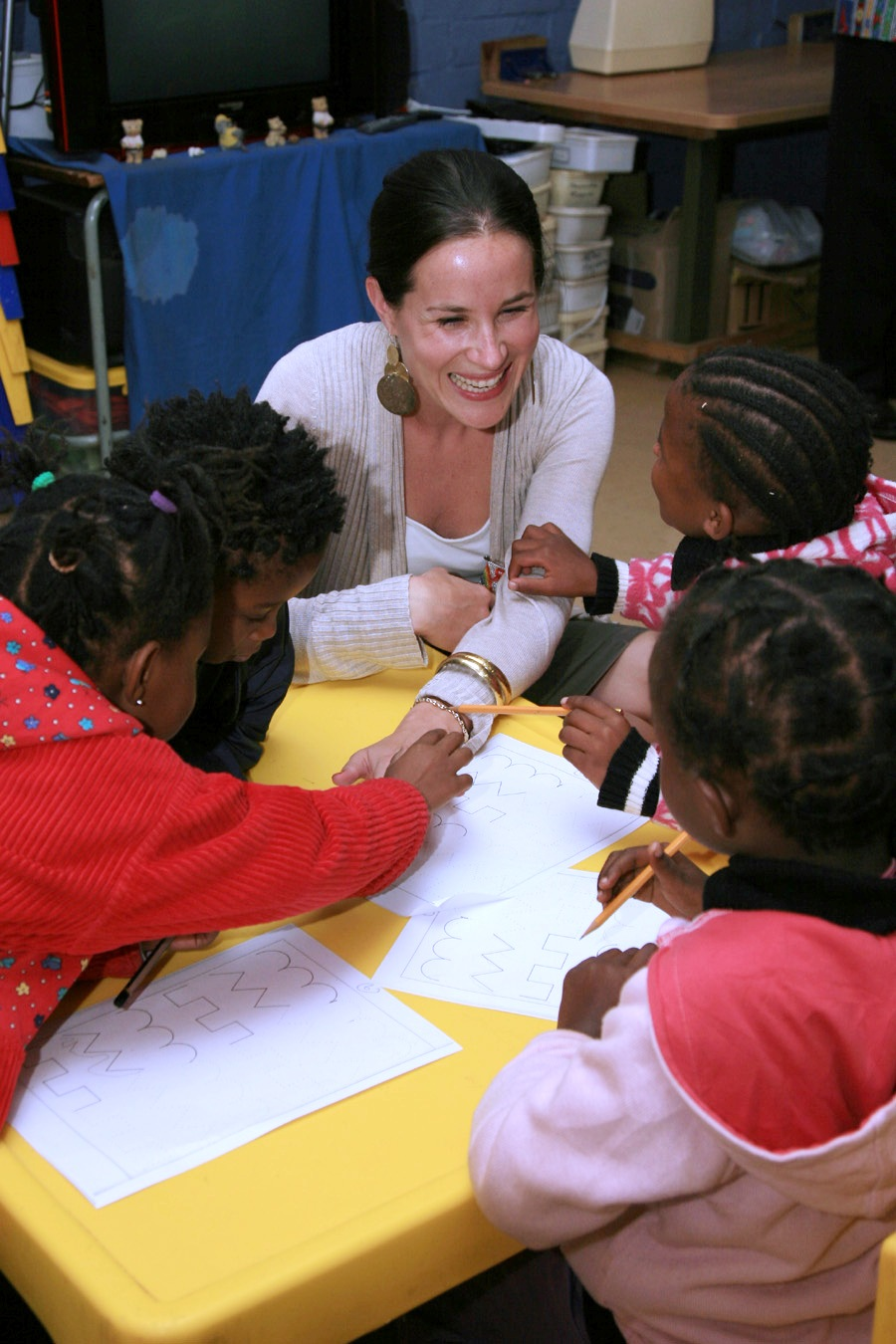
Байден играет с детьми в детском саду Мапетла в Соуэто, Южная Африка, во время официального визита в июне 2010 года.

В 2014 году Байден раскритиковала смертную казнь, заявив, что она неэффективна с точки зрения затрат. Она утверждала, что проведение казни тратит ресурсы, которые могут быть направлены на оказание помощи жертвам и предотвращение преступности.
Она основала программу Young@Art, которая предоставляет студентам средства и возможности для создания произведений искусства, пока они находятся в следственных изоляторах, а затем продаёт произведения искусства сообществу. Половина доходов от произведений искусства идёт художникам, а другая половина идёт на финансирование программы по закупке принадлежностей для искусства и выплате заработной платы молодежи, которая работает на общественных художественных выставках. В рамках программы Байден также обучает студентов деловой и финансовой грамотности.
В августе 2020 года Байден выступила на Национальном съезде Демократической партии, перед тем как её отец выдвинул свою кандидатуру на пост президента от Демпартии. 6 августа Байден организовала мероприятие женщины Висконсина за Байдена, чтобы обсудить женскую повестку дня, опубликованную в президентской кампании её отца, и привлечь внимание к проблемам женщин на президентских выборах в США 2020 года.

## Мода
В 2017 году Эшли Байден запустила Livelihood Collection — бренд этичной модной одежды, в микрорайоне Трайбека во время Недели моды в Нью-Йорке. На презентации присутствовали родители Байден и знаменитости, в том числе Оливия Палермо и Кристиан Сириано. Бренд сотрудничал с Gilt Groupe и Обри Плазой, чтобы собрать 30 000 долларов для Фонда Сообщества Делавэра. Логотип Livelihood — стрелка пронизывающая буквы «LH», был вдохновлён сводным братом Эшли — Бо Байденом, который умер от рака мозга в 2015 году. Байден заявила, что «[Бо] был моим луком. Его рак поставил меня на колени. У меня не было выбора, кроме как стрелять вперед, продолжать идти, продолжать стремиться к своей мечте».
Байден создала бренд, чтобы помочь бороться с неравенством доходов и расовым неравенством в Соединенных Штатах. Все доходы от запуска бренда на Неделе моды в Нью-Йорке были направлены на программы для нуждающихся сообществ. Десять процентов постоянных продаж бренда передаются общественным организациям в районе Анакостия в Вашингтоне и в районе Риверсайд в Уилмингтоне. Продукция Livelihood производится в Соединенных Штатах из органического хлопка выращенного в Америке. Она решила создавать толстовки из-за их связи с рабочим движением и их символического значения для движений за социальную справедливость. На сайте бренда представлена информация о гражданской активности и экономической справедливости.
Наряду с Коллин Этвуд, Рэйчел Зоуи, Бетси Джонсон, Кельвином Кляйном, Оскаром де ла Рента, Анной Суи и другими дизайнерами и модными домами Байден создавала наряды для 12-дюймовых виниловых кукол персонажей Снупи и Белль из комикса Peanuts для выставки Снупи и Белль в моде. Выставка стартовала 7 сентября 2017 года в Брукфилд Плейс на Манхэттене. Она гастролировала в Сан-Диего, Лос-Анджелесе и нескольких других городах США перед закрытием 1 октября 2017 года.
В июне 2020 года Байден разработала униформу для персонала отеля Hamilton в Вашингтоне, как ответвление её коллекции Livelihood. Униформа была представлена на частной вечеринке, посвященной её запуску. Отель пожертвовал 15 000 долларов Livelihood.

## Инциденты и скандалы
В 2002 году Байден была арестована в Чикаго по обвинению в препятствовании полицейскому. Она выходила из клуба на Дивизион-стрит, в это время её друг, Джон Каулентис, бросил банку из-под безалкогольного напитка в полицейского, который сказал ему оставаться за баррикадой, поставленной для того, чтобы посетители клуба держались подальше от улицы. Ситуация обострилась, и в результате другая её подруга Келли Донохо ударила полицейского. Каулентис и Донохо были взяты под стражу, Эшли Байден якобы «угрожала словами» полицейскому и была арестована. Все трое были отпущены под подписку о невыезде.
В 2009 году друг Эшли Байден попытался продать видео в New York Post за 2 миллиона долларов, в котором якобы Байден употребляла кокаин на вечеринке. Переговоры снизили цену до 400 000 долларов, но таблоид отклонил предложение, решив вместо этого опубликовать рассказ о предполагаемом видео. После того, как New York Post опубликовала эту историю, выяснилось, что ранее Байден уже подвергалась аресту за хранение марихуаны в 1999 году в Новом Орлеане, но обвинения были сняты, и она была освобождена.

### Дневник
В октябре 2020 года представитель семьи президента сообщил полиции о том, что в ходе кражи пропало несколько вещей Эшли, включая её личный дневник. 
Консервативные издания National File и Project Veritas опубликовали отрывки дневника Эшли Байден, в которых содержатся неоднократные обсуждения употребления наркотиков, неудач в браке, нескольких романов и её проблем с отцом, с которым она, по её утверждениям, принимала душ в ситуациях, которые были «вероятно, неподходящими». Через год после этого копия дневника дочери президента США Джо Байдена была подтверждена как подлинная. По сообщениям СМИ, ФБР провело обыск в нескольких домах в рамках расследования предполагаемой кражи.

## Личная жизнь

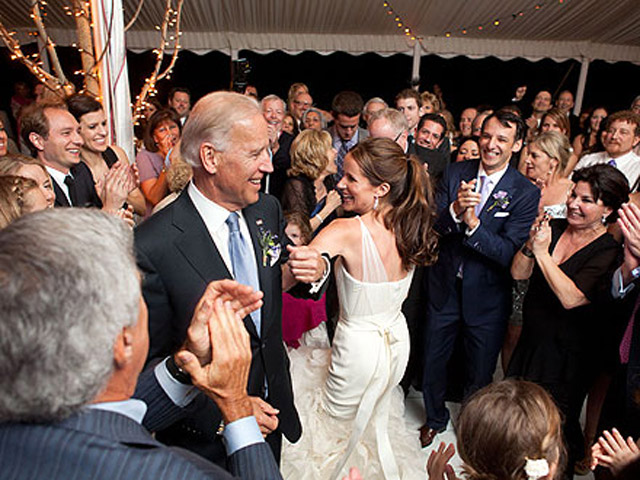
Эшли Байден и её отец танцуют хору на её свадебном приеме.

В 2010 году она начала встречаться с Говардом Крейном — пластическим хирургом и отоларингологом, после того как была представлена её братом Бо. Они поженились на католико-еврейской межконфессиональной церемонии в церкви Святого Иосифа на Брендивайне в 2012 году. Её муж — еврей, работает в университетской больнице Томаса Джефферсона, а также он доцент кафедры лицевой, пластической и реконструктивной хирургии в Университете Томаса Джефферсона.
Эшли Байден — практикующий католик. Она присутствовала вместе со своим мужем, отцом и братом на частной аудиенции у Папы Франциска в Ватикане в 2016 году.